# Амфітріта
Амфітрі́та (грец. Αμφιτρίτη, Amphitrítē) — морська богиня у давньогрецькій і давньоримській міфології. Дочка морського бога Нерея й Доріди, дружина Посейдона (за Аполлодором — дочка Океана). Спочатку відмовилася бути дружиною Посейдона (Нептуна) і втекла до Атланта.
Посейдон послав навздогін дельфіна, який відшукав її й привіз на спині. Амфітріту зображували разом з Посейдоном на колісниці з мушлі, запряженій гіпокампами або тритонами, з тризубцем у руках. Культ Амфітріти догрецького походження. Амфітріта багатьма вшановувалась нарівні з Посейдоном, і в її честь споруджувалися статуї, наприклад у храмі на острові Тінос. У мистецтві її важко відрізнити від інших нереїд, якщо біля неї немає царських атрибутів або тризуба.
У неї з Посейдоном була дочка Бентесікіма.
Оспівана римським поетом Овідієм у поемі «Метаморфозах» (8 рік н.е.)

## Галерея

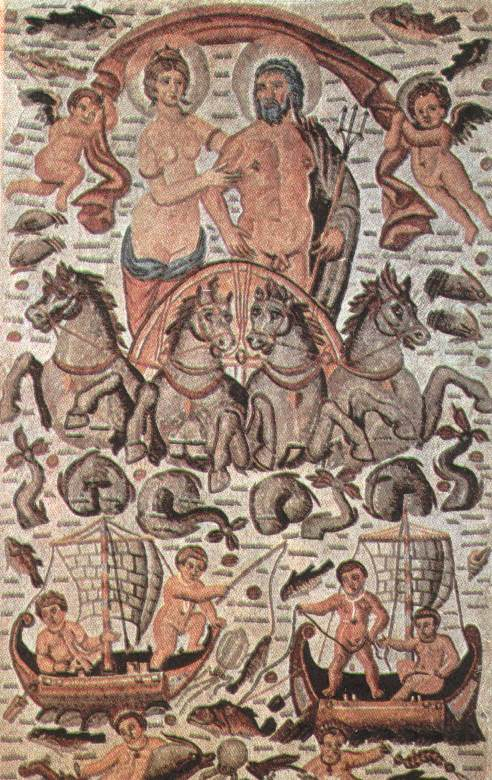
Тріумф Нептуна і Амфітріти. Мозаїчний тратуар з Північної Африки. Автор - Костянтин (Алжир) (бл. 315-325)
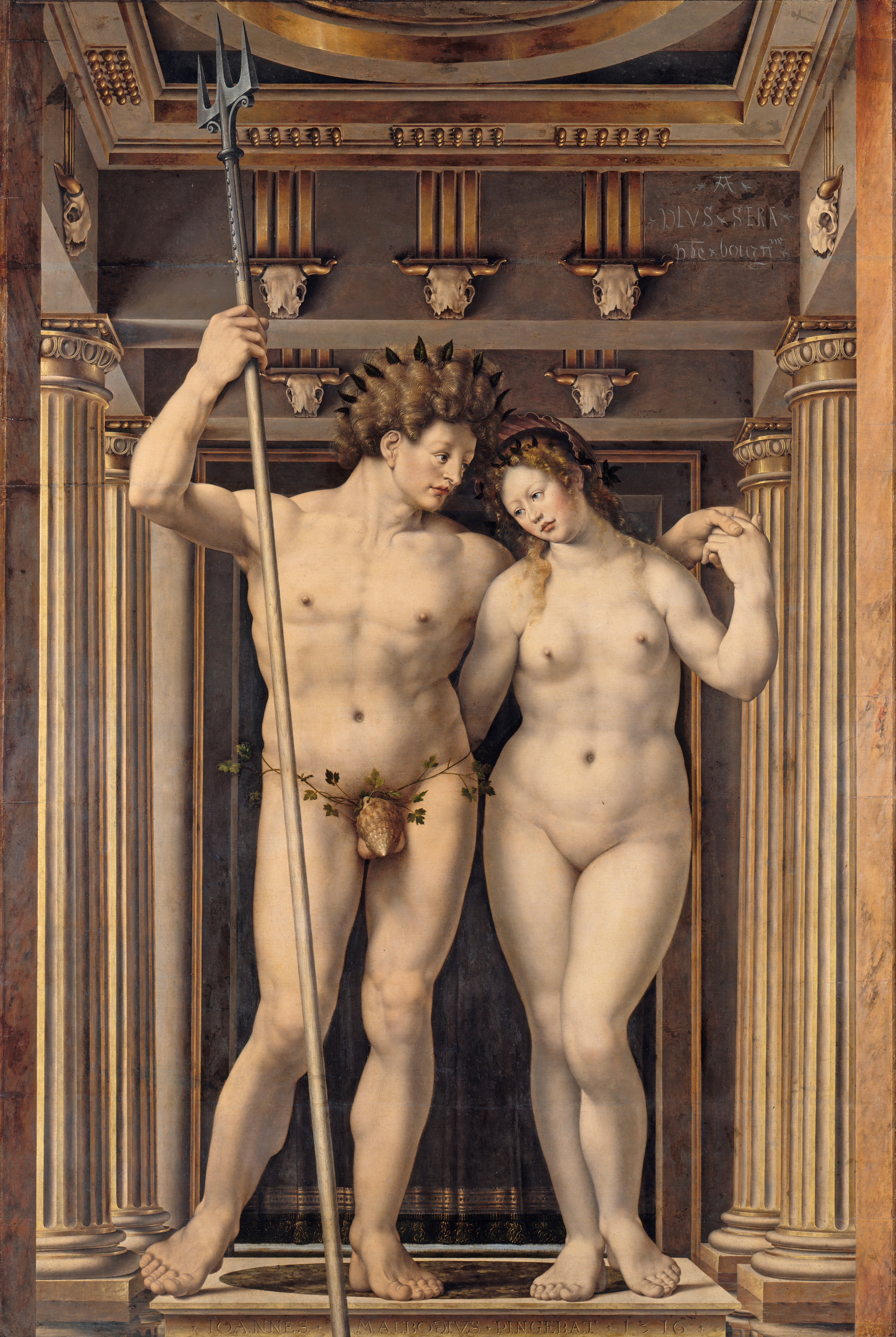
Нептун і Амфітріта. Худ. Ян Госсарт, Берлінська картинна галерея (1516)
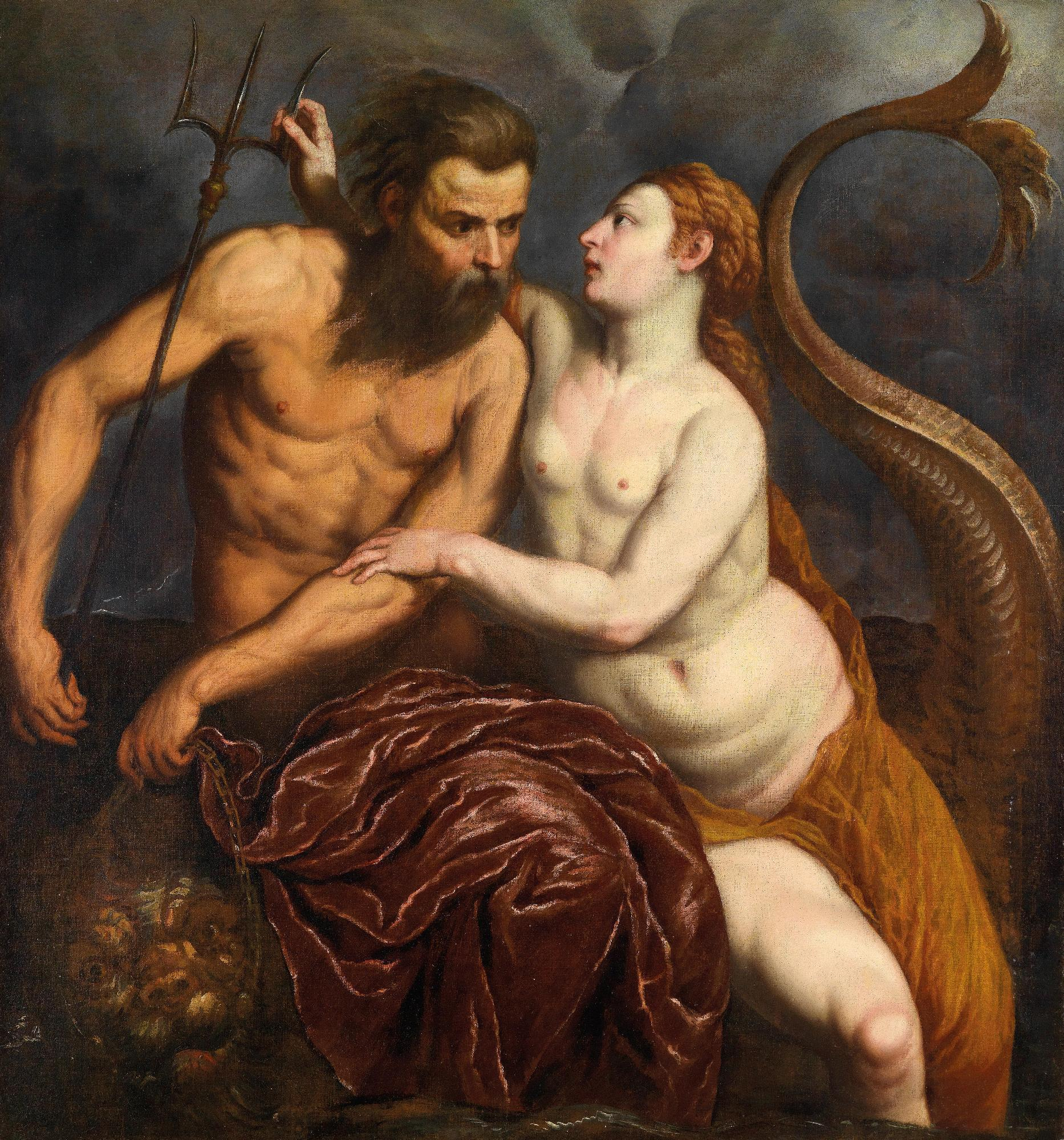
Нептун і Амфітріта. Худ. Паріс Бордоне, приватна збірка (бл. 1560)
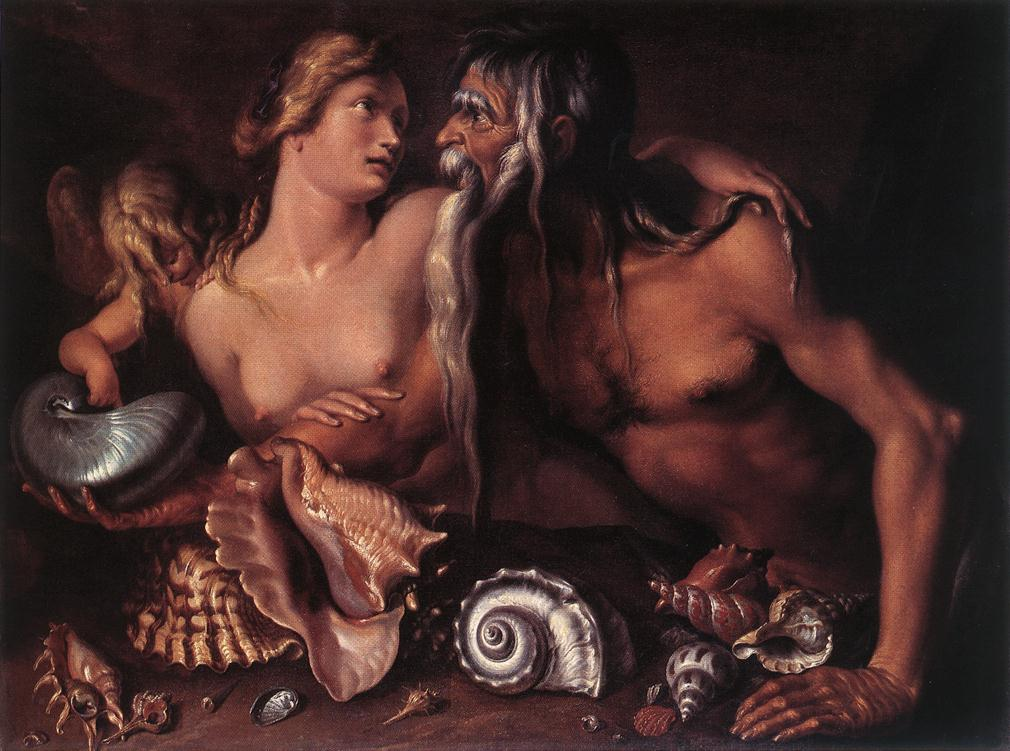
Нептун і Амфітріта. Худ. Якоб де Гейн молодший, музей Вальрафа-Ріхарца (бл. 1610)
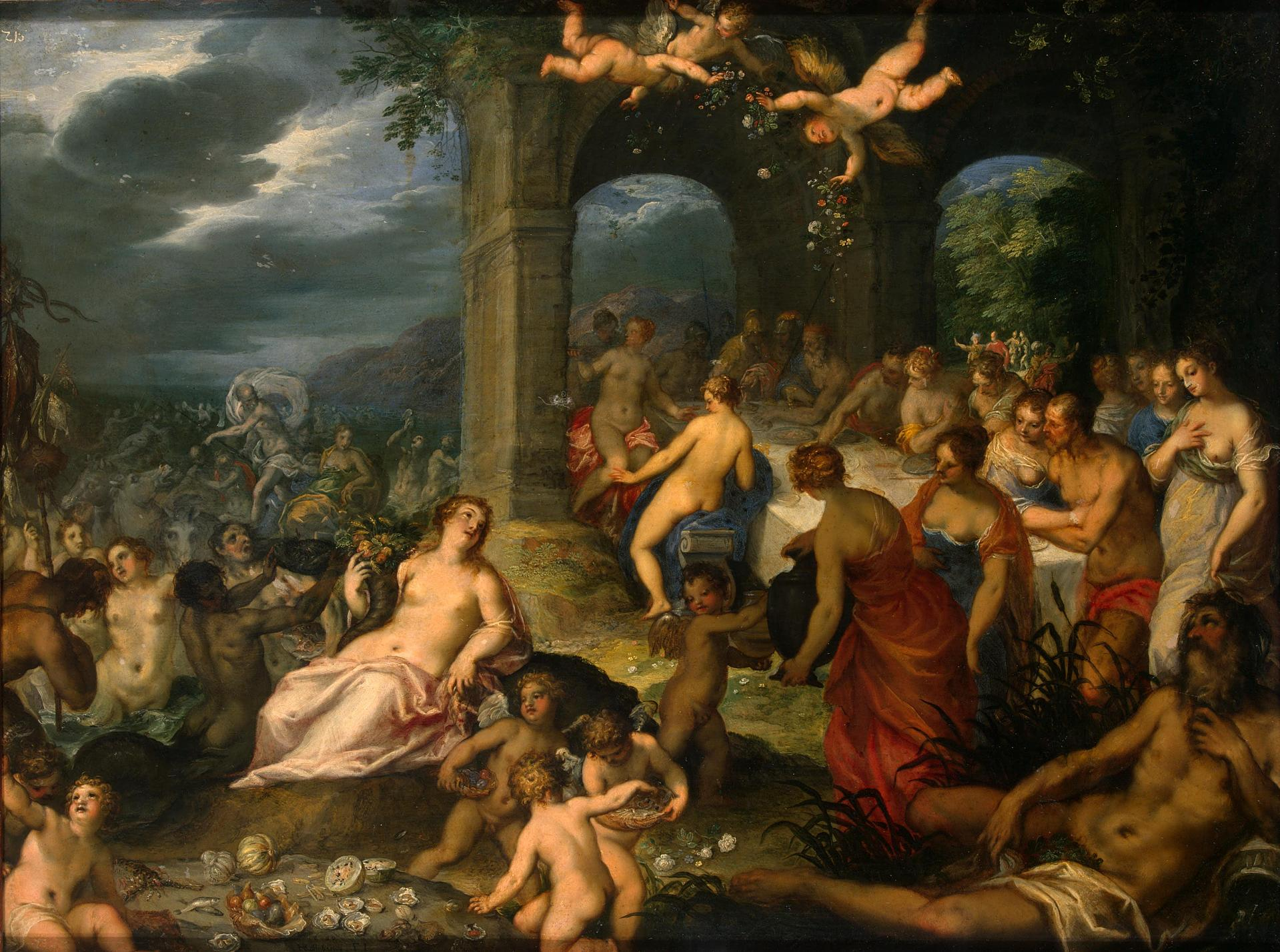
Весілля Нептуна та Амфітріти. Худ. Ганс Роттенгаммер, Ермітаж (1600)
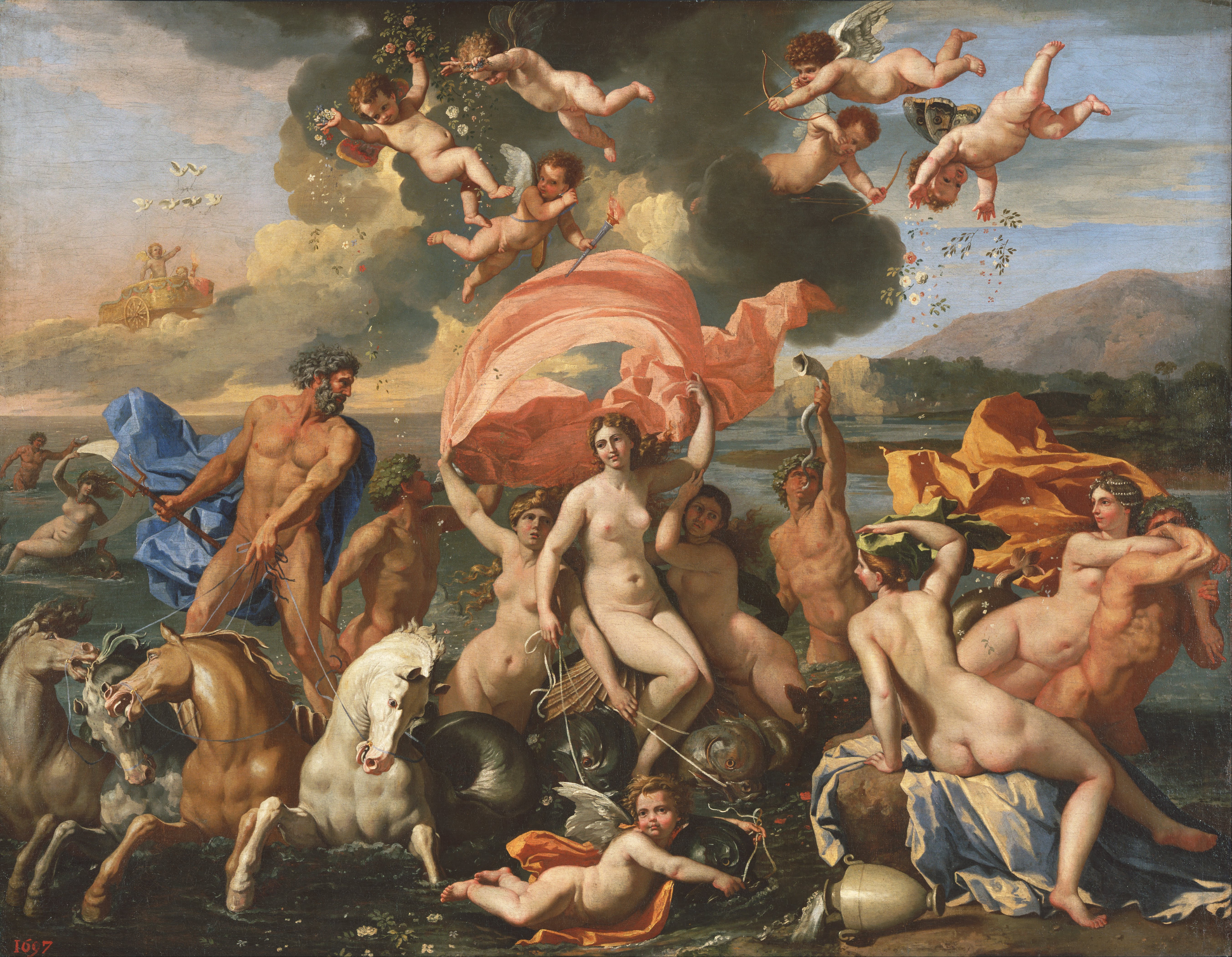
Тріумф Нептуна і Амфітріти. Худ. Нікола Пуссен, музей мистецтв Філадельфії (1635-1636)
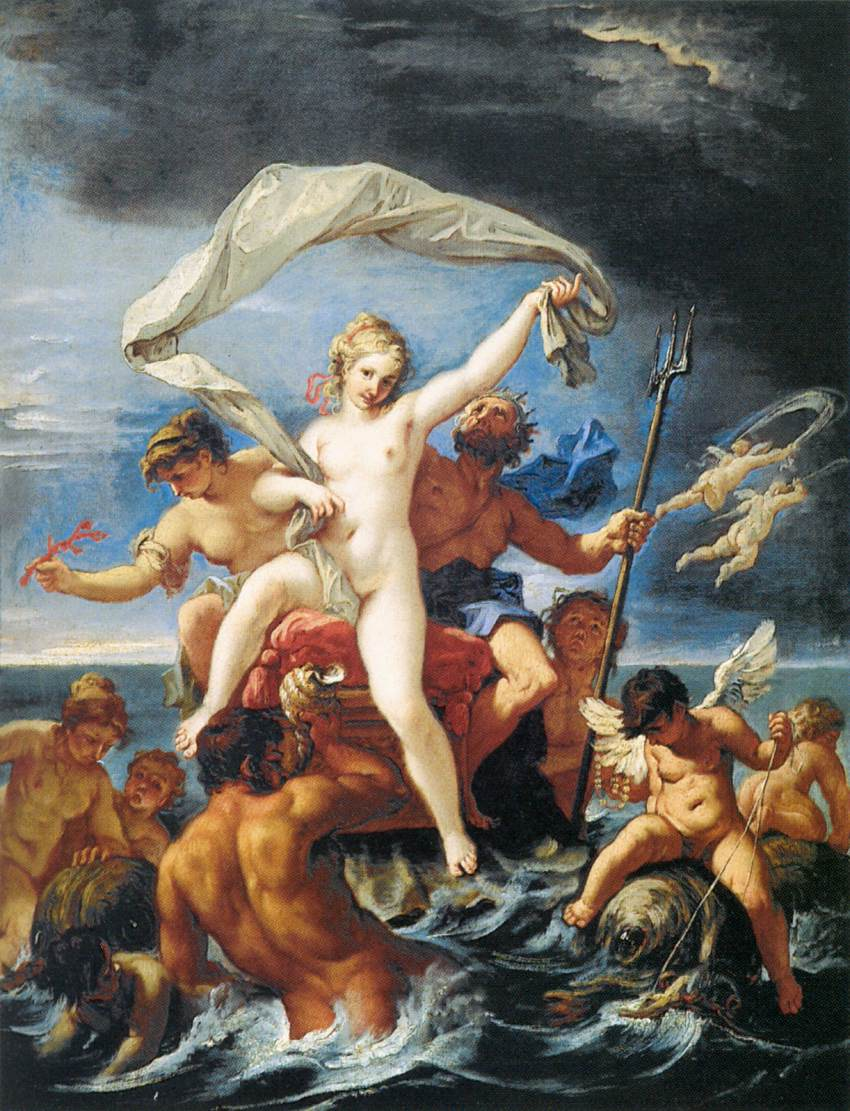
Нептун і Амфітріта. Худ. Себастьяно Річчі, музей Тіссен-Борнеміса (між 1691 та 1694)
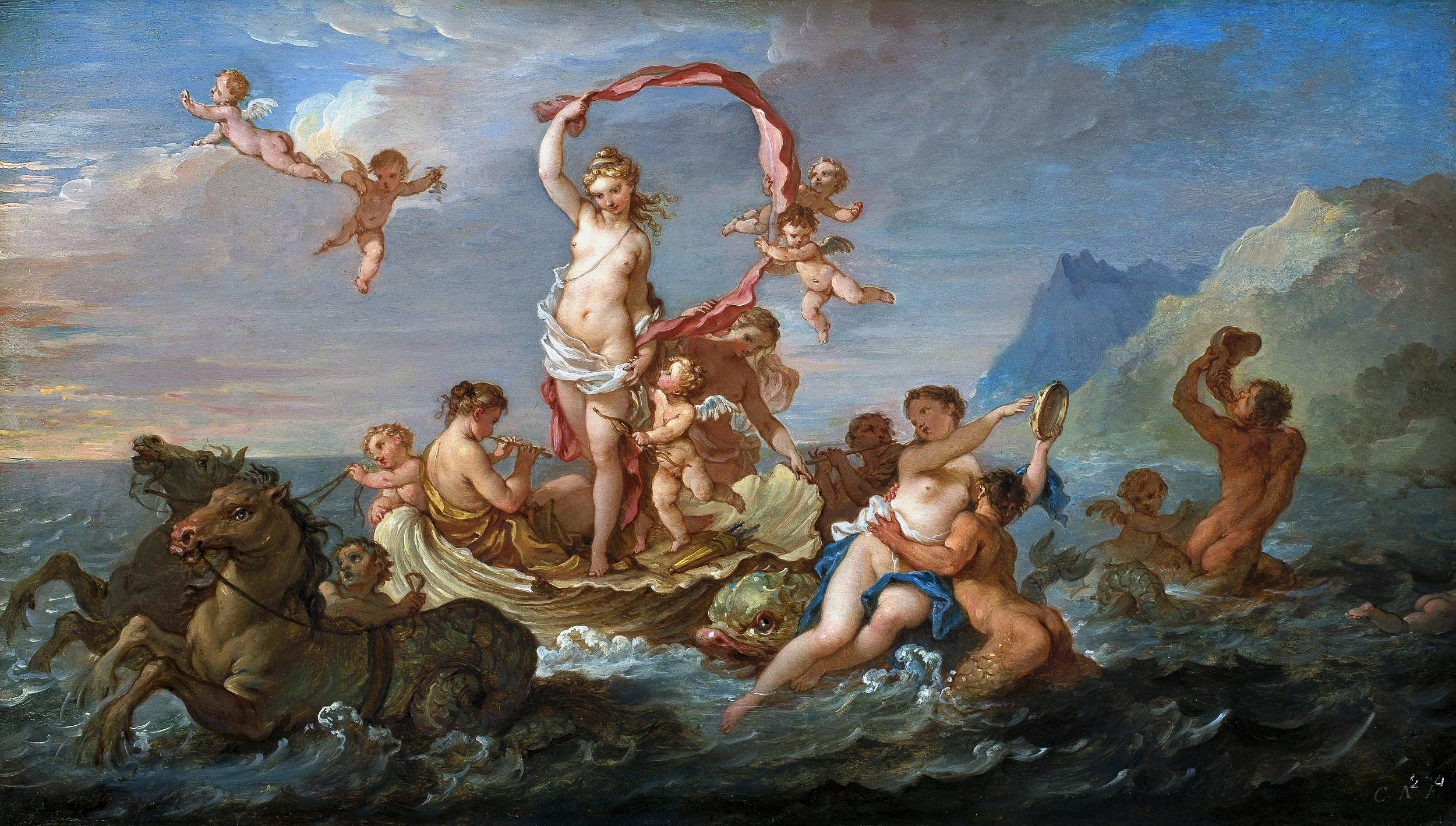
Тріумф Амфітріти. Худ. Шарль-Жозеф Натуар, Національний музей у Варшаві (1730-ті)
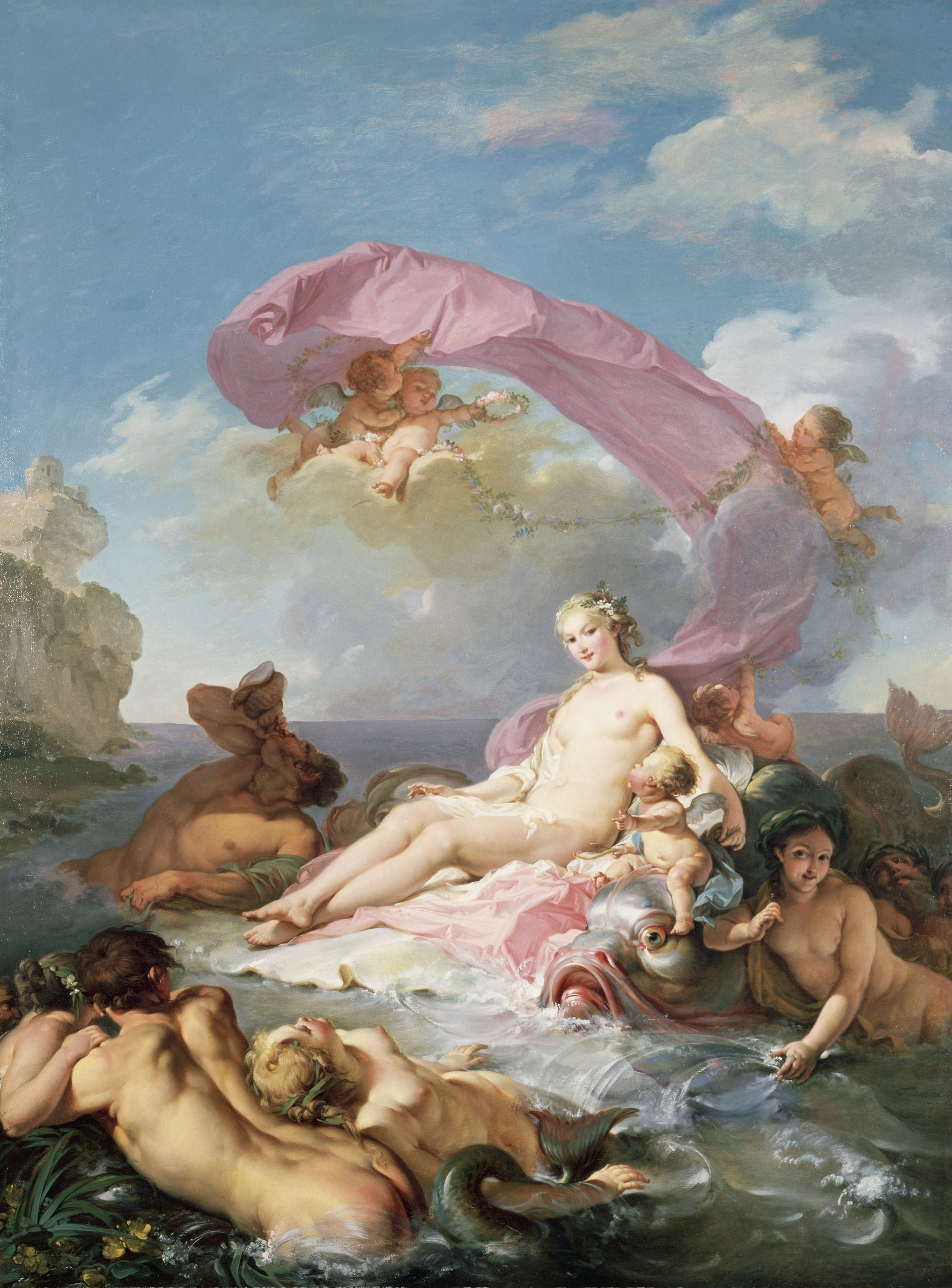
Тріумф Амфітріти. Худ. Жан-Гуго Тараваль, художній музей Міда (США) (1780)
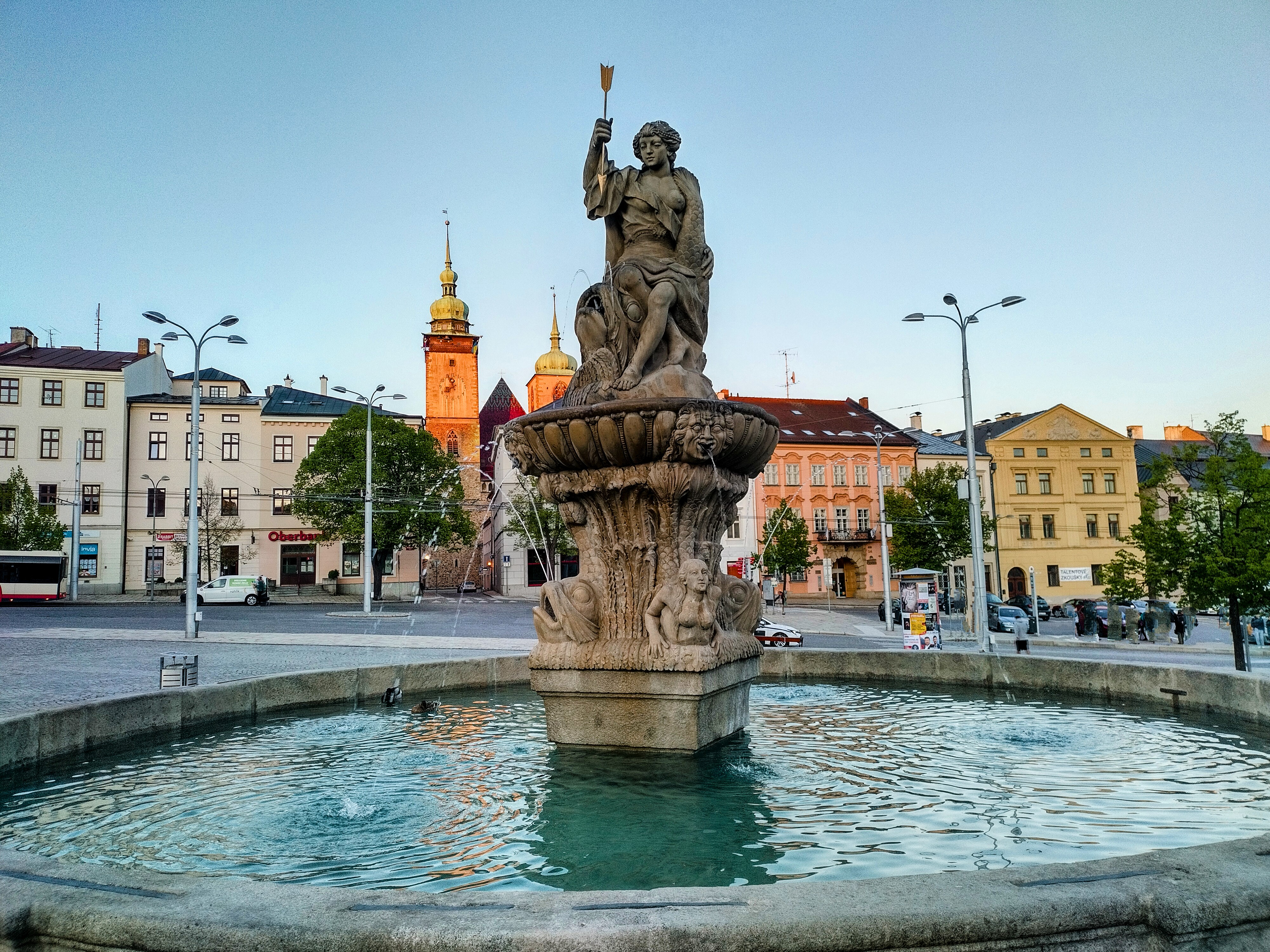
Фонтан Амфітріта. Площа Масарика, Їглава (Чехія)